# Grigorij Kromanov
Grigorij Kromanov (russisk: Григорий Ермович Кроманов) (født 8. marts 1926 i Tallinn i Estland, død 18. juli 1984) var en sovjetisk filminstruktør.

## Filmografi
- Viimne reliikvia (russisk titelPoslednjaja relikvija, 1969)[4][5]
- Otel u pogibsjego alpinista (Отель "У погибшего альпиниста", 1978)